# Chester le terrier
Chester le terrier (Chester the terrier) est un personnage des dessins animés Warner Bros Looney Tunes et des Merrie Melodies. Il a été créé par Friz Freleng et sa première apparition date de 1952 dans le dessin animé  Tree for Two.
Chester a un petit corps jaune et brun, de petites oreilles noires et un air innocent. Il rêve de porter le petit chapeau melon de son ami Spike.
Il est toujours d'humeur égale, il est très dévoué et admiratif envers son grand ami Spike. Il est loyal et très combatif, très courageux, il n'hésite pas à prendre la relève, lorsque son héros (Spike) faiblit.
L'histoire de Chester est indissociable de celle de son grand ami Spike. Ensemble, ils décident d'affronter les chats en général et Grosminet (Sylvester) en particulier. Spike, grâce à son aspect de colosse et de dominant, est celui qui affronte et chasse les chats. Tous deux sont amis pour la vie et sont inséparables.
Dans leur première aventure, Chester et Spike partent à la poursuite de Grosminet (Sylvester), mais à chaque fois que Spike est sur le point d'attraper Grosminet (Sylvester), une panthère noire échappée d'un zoo apparaît pour molester Spike.
Dans leur deuxième aventure, Spike et Chester se retrouvent face d'un Grosminet (Sylvester) venant tout juste d'avaler la célèbre potion de Mister Hyde.
À la fin de leurs aventures, les deux chiens changent de rôle, Chester devenant le dominant avec le chapeau melon, et Spike le dominé en admiration devant son idole.
| Nom                          | Chester le terrier                                             |
| Première apparition          | "Tree for Two" 1952                                            |
| Créé par                     | Friz Freleng                                                   |
| Voix anglaise                | Stan Freberg                                                   |
| Voix française               |                                                                |
|                              |                                                                |
| Amis connus                  | Spike                                                          |
| Ennemis connus               | Une panthère noire Grosminet (Sylvester) transformé en monstre |
| Habitat                      | La ville, probablement Boston                                  |
| Phrases célèbres en anglais  | Hey Spike, Hey Spike Ahhh Shaddup!                             |
| Phrases célèbres en français | Hey Spike, Hey Spike                                           |
| Physique                     | corps jaune et brun de petites oreilles Yeux admiratifs        |
| Jeu préféré                  | Chasser les chats Admirer Spike                                |